# 香港賽馬會跑馬地會所

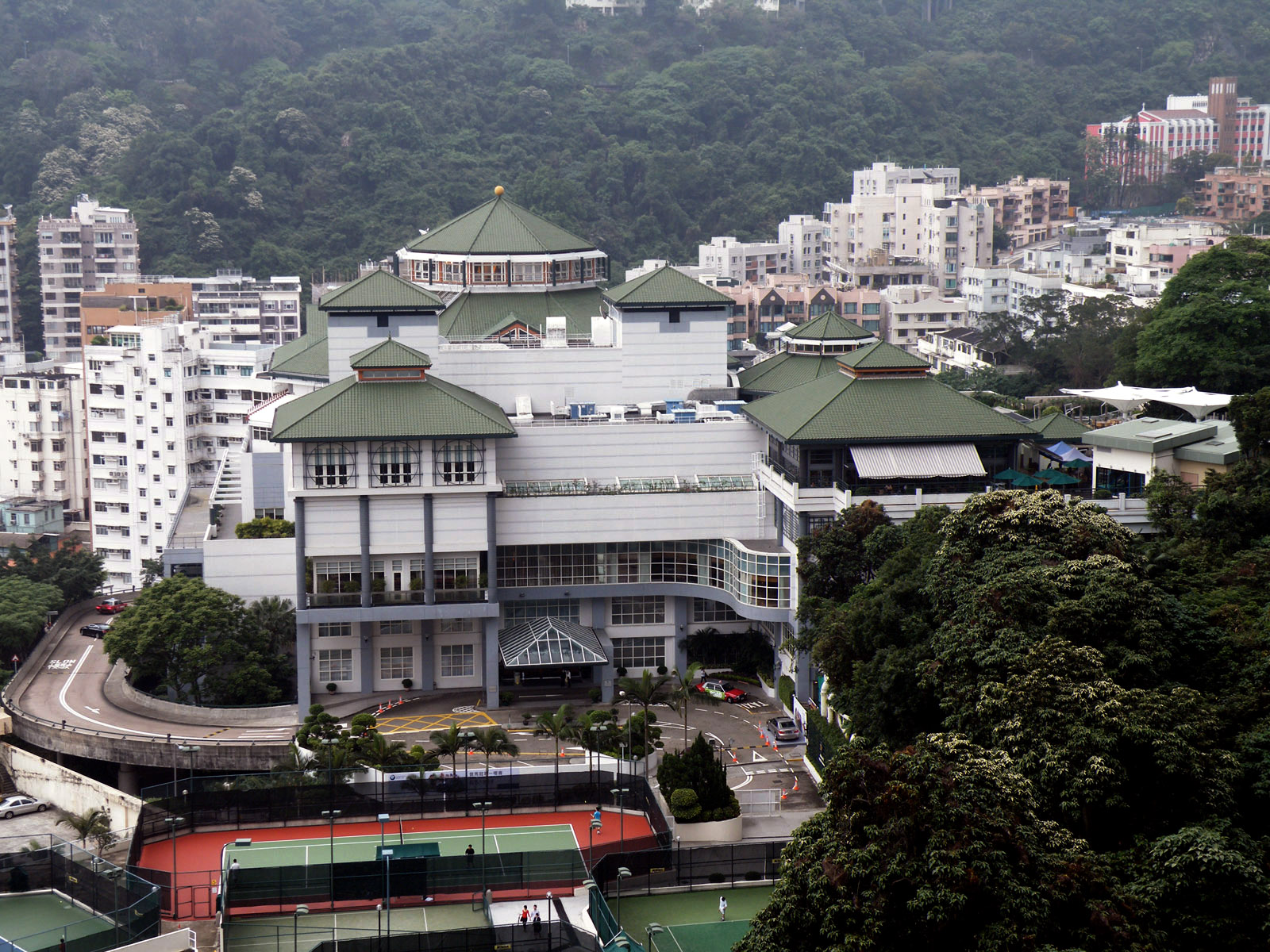
香港賽馬會跑馬地山光道會所

香港賽馬會跑馬地會所是香港賽馬會屬下的會所設施，現址位於香港跑馬地山光道。

## 山光道會所
山光道會所，從前是馬房，1987年馬房遷往沙田後改建為會所設施，並於1992年11月12日啟用。會所為香港賽馬會會員提供飲食及康樂設施，飲食設施可帶同來賓，康樂設施則一般只供全費會員、公司會員及會所會員使用；其他如賽馬會員等不能使用。會所設有停車場，供持有泊車證的會員使用。
2020年10月，跑馬地會所擴建完成，並命名為The Hilltop in the Valley。

## 餐廳及酒吧
- 打吡餐廳及酒吧
- 幸運閣
- 百利園及百達廊(美食廣場)
- 嘉樂樓
- 六化郎
- 娛樂室及耍樂室
- 體育綜合大樓小食吧

## 康樂設施

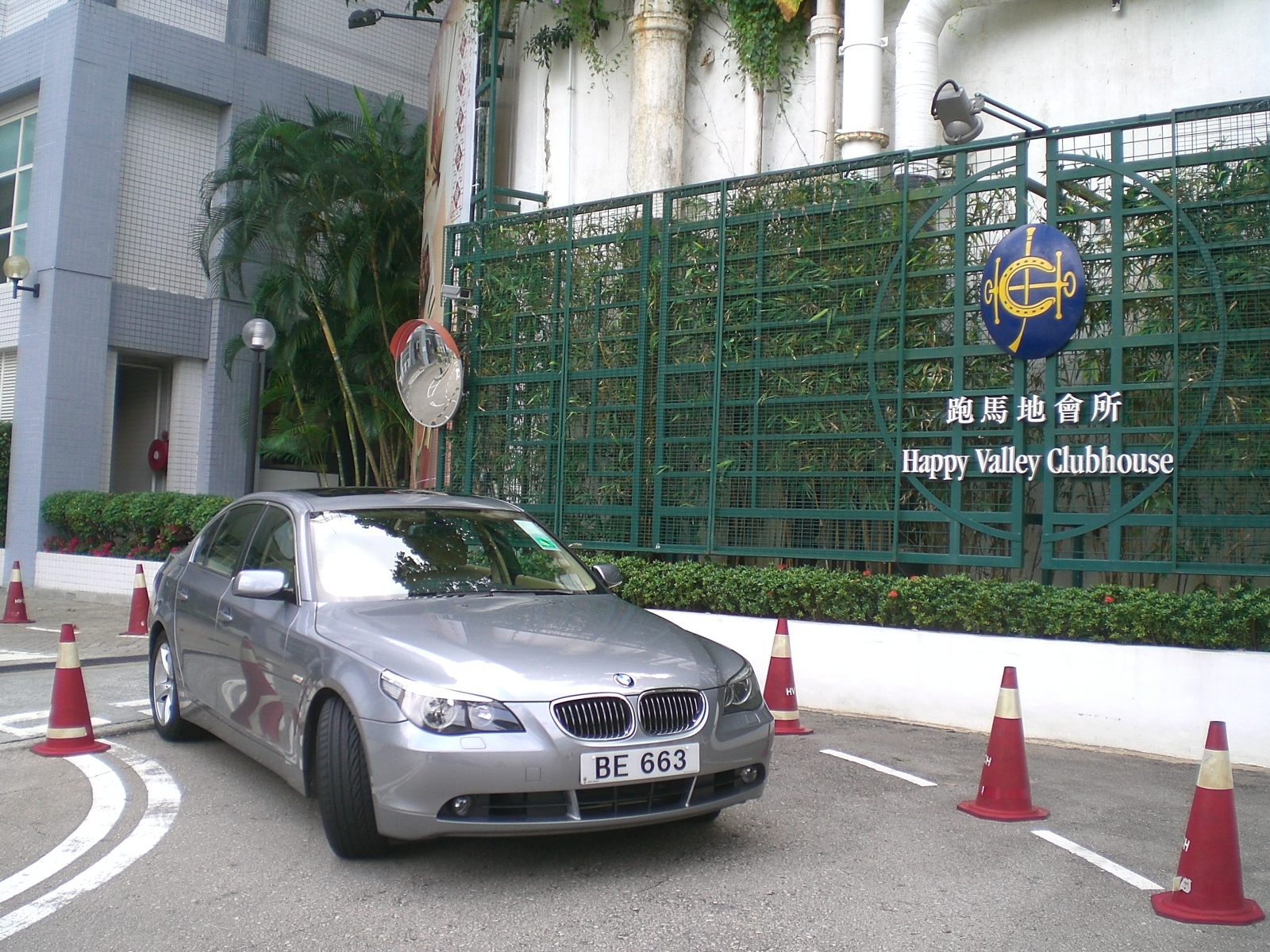
跑馬地會所入口
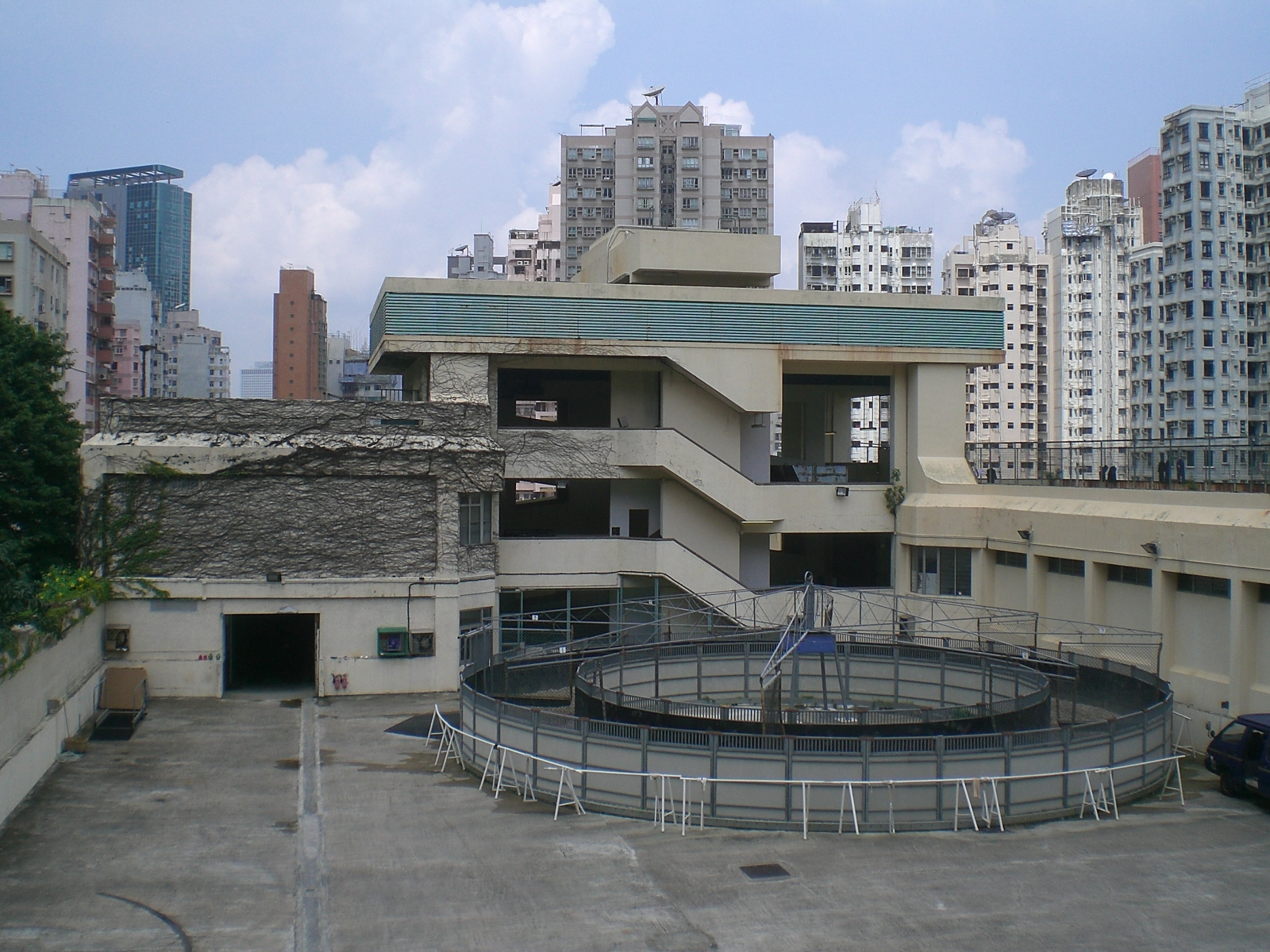
山光道馬房

- 網球場
- 璧球場
- 健身中心
- 游泳池
- 室
- 會員商店及運動用品店
- 閱讀室
- 兒童遊戲室
- 電視遊戲機室
- 習藝室
- 桑拿及蒸氣浴室
- 更衣室

- 跑馬地會所入口
- 山光道馬房

## 參閱
- 跑馬地馬場
- 香港賽馬會沙田會所

## 資料來源
1. ↑  光輝歲月：跑馬地會所20週年 （页面存档备份，存于） 香港賽馬會
2. ↑  馬會會籍 的存檔，存档日期2015-11-21. 香港賽馬會